# Districte de Nizamabad
El districte de Nizamabad (telugu నిజామాబాదు జిల్లా, urdú نظام آباد ضلع) és una divisió administrativa de l'estat d'Andhra Pradesh, al nord-oest de l'estat. Nizamabad vol dir «per a ús del nizam» (nizam i nezama deriven de la paraula àrab que vol dir orde o posició. Té una superfície de 7.956 km² i una població de 2.345.685 habitants (2001). El riu sagrat Godavari passa pel districte. La capital és Nizamabad.

## Administració
El districte està dividit en 36 mandals:
| Ranjal       | Yedapalle  | Sadasivanagar |
| Navipeta     | Bodhan     | Gandhari      |
| Nandipeta    | Kotagiri   | Banswada      |
| Armuru       | Madnuru    | Pitlam        |
| Balkonda     | Jukkal     | Nizamsagar    |
| Mortad       | Bichkunda  | Yellareddy    |
| Kammarapalle | Birkooru   | Naga Reddipet |
| Bheemgal     | Varni      | Lingampeta    |
| Velpur       | Dichipalle | Tadwai        |
| Jakranpalle  | Dharpalle  | Kamareddy     |
| Maklooru     | Sirkonda   | Bhiknuru      |
| Nizamabad    | Machareddy | Domakonda     |

## Història
La zona fou conquerida per Ala al-Din Muhammad Xah I Khalji (1296-1316) el 1311. Vers el 1347 va quedar en poder de la nova dinastia del bahmànides del Dècan i a la divisió d'aquesta, cap allà el 1512, va quedar en mans del kutubshàhides de Golconda. El 1687 va passar amb el sultanat de Golconda a l'Imperi Mogol. El 1724 va quedar dins els dominis del nizam del Dècan establert a Hyderabad, que la va conservar fins al 1950, sent després la zona part de l'estat d'Hyderabad dins la Unió Índia fins al 1956, quan va quedar dins d'Andhra Pradesh.
Com a distrícte de l'Índia Britànica va dur el nom d'Indur. Es trobava a la divisió de Bidar, entre els districtes de Sirpur Tandur al nord, el districte d'Elgandal a l'est, el districte de Medak al sud, i el districte de Bidar i el districte de Nander a l'oest. Incloïa alguns jagirs amb una superfície total de 9.257 km². Després de 1905 fou reorganitzat i amb nous limits va esdevenir el districte de Nizamabad.

## Arqueologia
La principal resta és el fort de Nirmal; nombrosos turons a la seva rodalia inclouen també restes de fortificacions; moltes de les defenses que rodegen Nirmal són de disseny europeu, i foren construïdes pels francesos al servei del nizam al segle XVIII. Al sud-oest de Nizamabad hi ha les restes d'un gran temple conegut com a Fort d'Indur, que fou utilitzat pels britànics com a presó. Dos importants temples són al poble de Yellareddipet, adornats amb nombroses escultures i gravats; a uns 15 km al sud de Nizamabad hi ha el poble de Gaursamudram, amb les tombes de tres armenis del segle XVII.

## Geografia
El riu principal era el Godavari, que venia de l'oest del districte de Nander, i continuava cap al districte de Elgandal. L'afluent principal era el Manjra; altres rius eren el Penganga, Siddha, Phulang i Suran, afluentes de Godavari, i el Yedlakatta Vagu
El districte incloïa 1159 pobles i ciutats. La població era:577.264 (1881), 639.598, (1891) 634.588, descens per la fam de 1899-1900 (1901) 
Les ciutats principals eren Nizamabad, Armur, Nirimal, Bodhan, Mudhol, Kondalwadi i Balkonda, les dues darrers capitals d'un paigdh i un jagir respectivament. Indur o Nizamabad, era la capital.
Estava dividit en deu talukes (Indur, Nirmal, Armur, Bimgal, Kamareddipet, Vellareddipet, Banswada, Bodhan, Mudhol i Narsapur), i alguns jagirs.
El 1905 les talukes de Nirmal i Narsapur foren transferides al nou districte d'Adilabad, i Mudhol i part de Banswada al districte de Nander; la resta de Banswada es va repartir entre Bodhan i Vellareddipet; Bimgal fou unida a Armur. Vellareddipet i Kamareddipet van tenir alguns canvis. Les talukes d'Indur (Nazimabad), Armur, Kamareddipet, Vellareddipet, Bodhan i els jagirsvan formar el districte de Nizamabad. Va quedar dividida en tres subdivisions subdividides en talukes: I (Bodhan i Yellareddipet), II (Kamareddipet i Armur) i III (Indur)
La capital era Nizamabad (abans Indur), amb 12.871 habitants, Armur, Bodhan i Balkonda. La població era hindñú en un 91% i la resta musulmans; la llengua més general era el telugu (78%). La taluka de Nizamabad (fins al 1905 coneguda com a Indur) tenia 1.424 km² i una població el 1901 de 75.483 (incloent els jagirs) amb 107 pobles (38 en jagir), sent la capiutal la ciutat d'Indur o Nizamabad (12.871 habitants el 1901); estava creuada pel Godavari.
El 1948 fou ocupada per l'exèrcit indi i fou part de l'estat indi d'Hyderabad; en la reorganització dels estats el 1956 va quedar dins de l'estat d'Andhra Pradesh. El 2009 es va aprovar la creació de l'estat de Telangana.